# Chomelia schomburgkii
Chomelia schomburgkii är en måreväxtart som beskrevs av Julian Alfred Steyermark. Chomelia schomburgkii ingår i släktet Chomelia och familjen måreväxter.
Artens utbredningsområde är Guyana. Inga underarter finns listade i Catalogue of Life.